# Génicourt
Génicourt ist ein Ort und eine nordfranzösische Gemeinde mit 515 Einwohnern (Stand: 1. Januar 2022) im Département Val-d’Oise in der Region Île-de-France (Frankreich). Die Gemeinde gehört zum Arrondissement Pontoise und zum Kanton Pontoise (bis 2015: Kanton La Vallée-du-Sausseron). Die Einwohner werden Génicourtois genannt.

## Lage
Génicourt liegt etwa 32 Kilometer nordnordwestlich von Paris in der Landschaft des Vexin. Das Gemeindegebiet gehört zum Regionalen Naturpark Vexin français. Umgeben wird Génicourt von den Nachbargemeinden Grisy-les-Plâtres im Norden und Nordwesten, Épiais-Rhus im Norden, Livilliers im Osten, Osny im Süden, Boissy-l’Aillerie im Westen und Südwesten sowie Cormeilles-en-Vexin im Westen und Nordwesten.

## Bevölkerungsentwicklung
| Jahr                      | 1800 | 1851 | 1901 | 1954 | 1962 | 1968 | 1975 | 1982 | 1990 | 1999 | 2006 | 2013 |
| Einwohner                 | 148  | 217  | 222  | 373  | 331  | 345  | 335  | 373  | 520  | 544  | 520  | 498  |
| Quelle: Cassini und INSEE |      |      |      |      |      |      |      |      |      |      |      |      |

## Sehenswürdigkeiten
- Kirche Saint-Pierre-Saint-Paul, Anfang des 20. Jahrhunderts erbaut
- Ruine der alten Kirche Saint-Pierre-Saint-Paul, Portal seit 1944 Monument historique
- Kapelle Notre-Dame-des-Neiges in Gérocourt

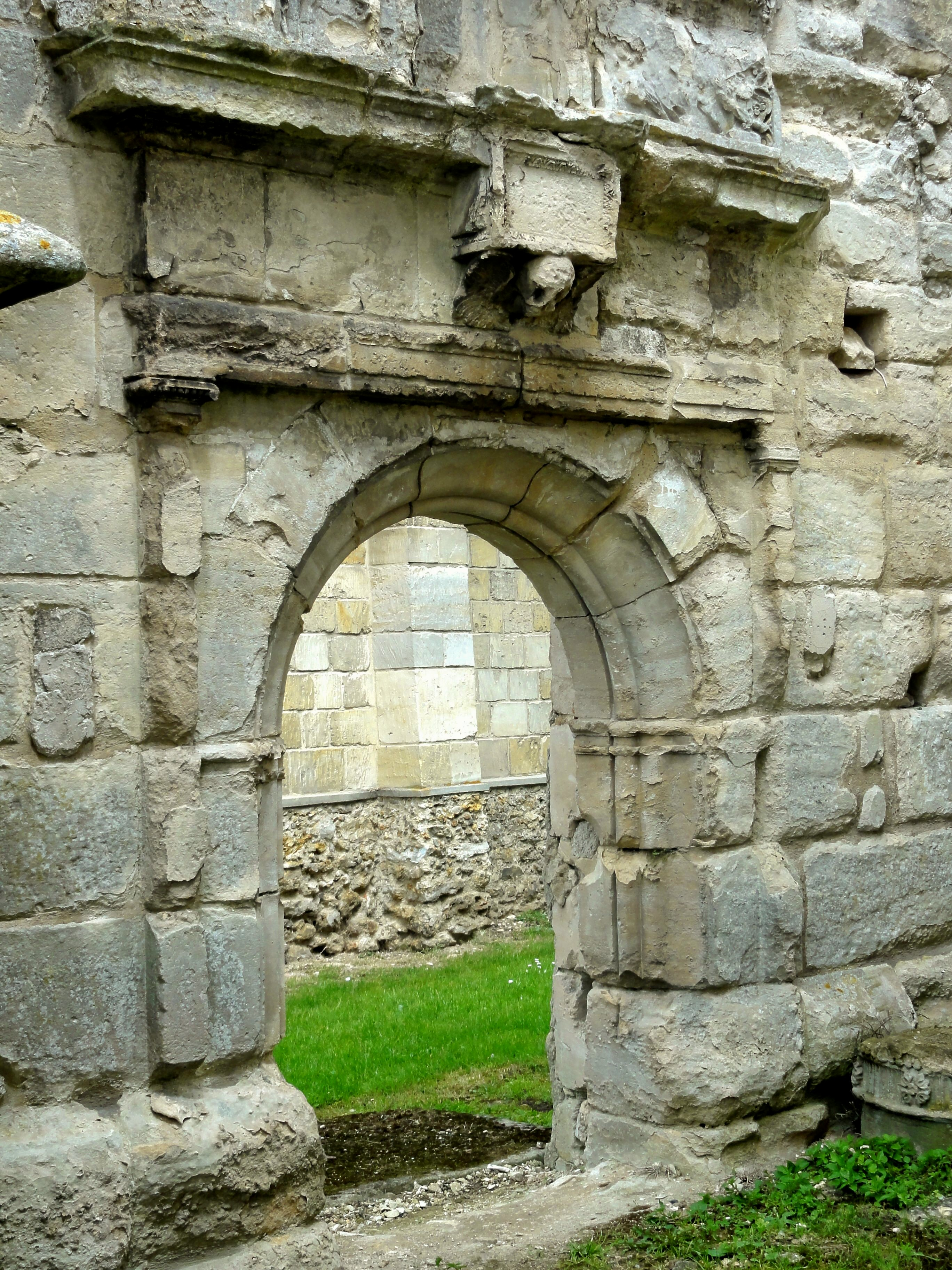
Portal der alten Kirche Saint-Pierre-et-Saint-Paul
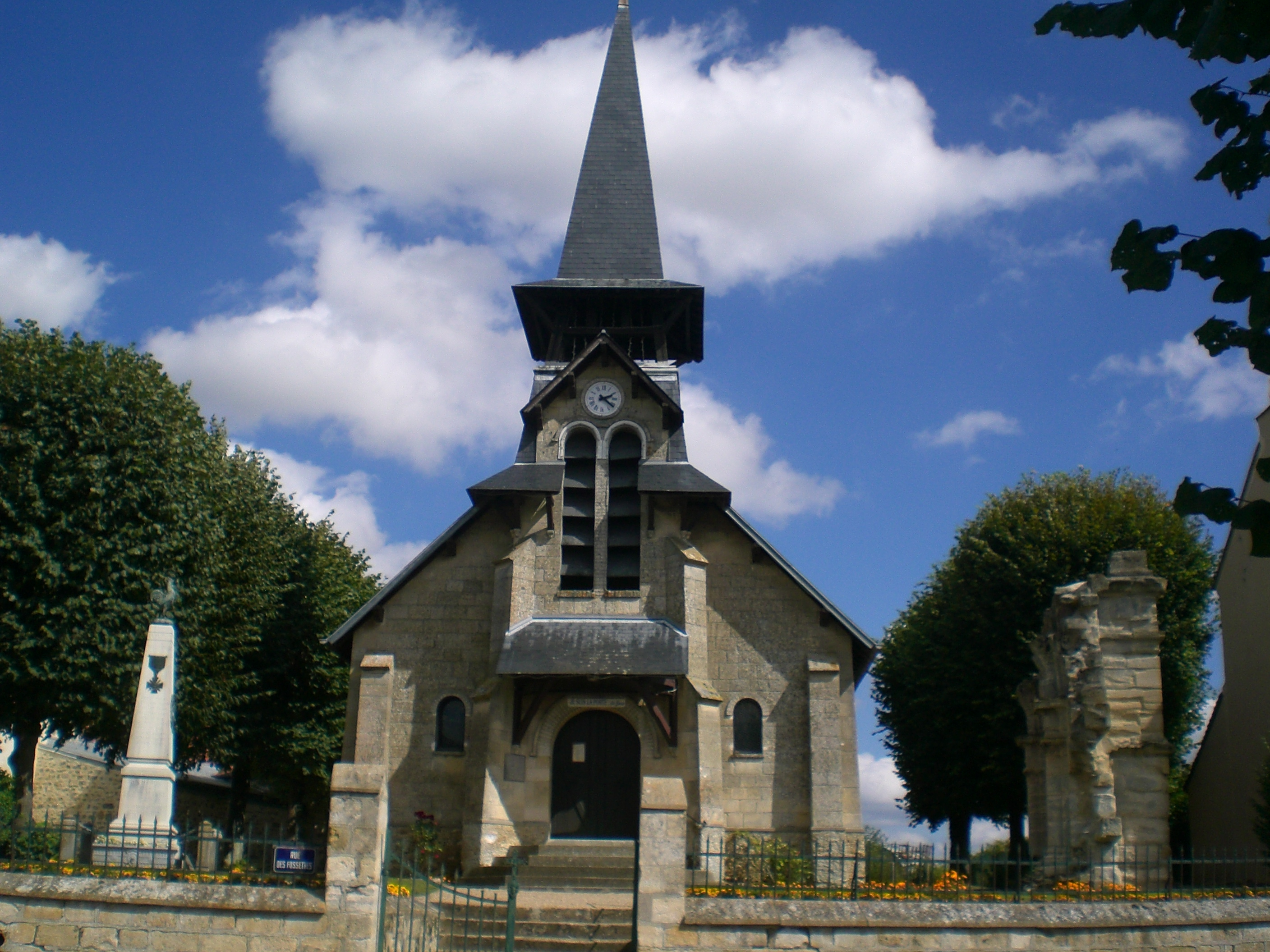
Neue Kirche Saint-Pierre-et-Saint-Paul
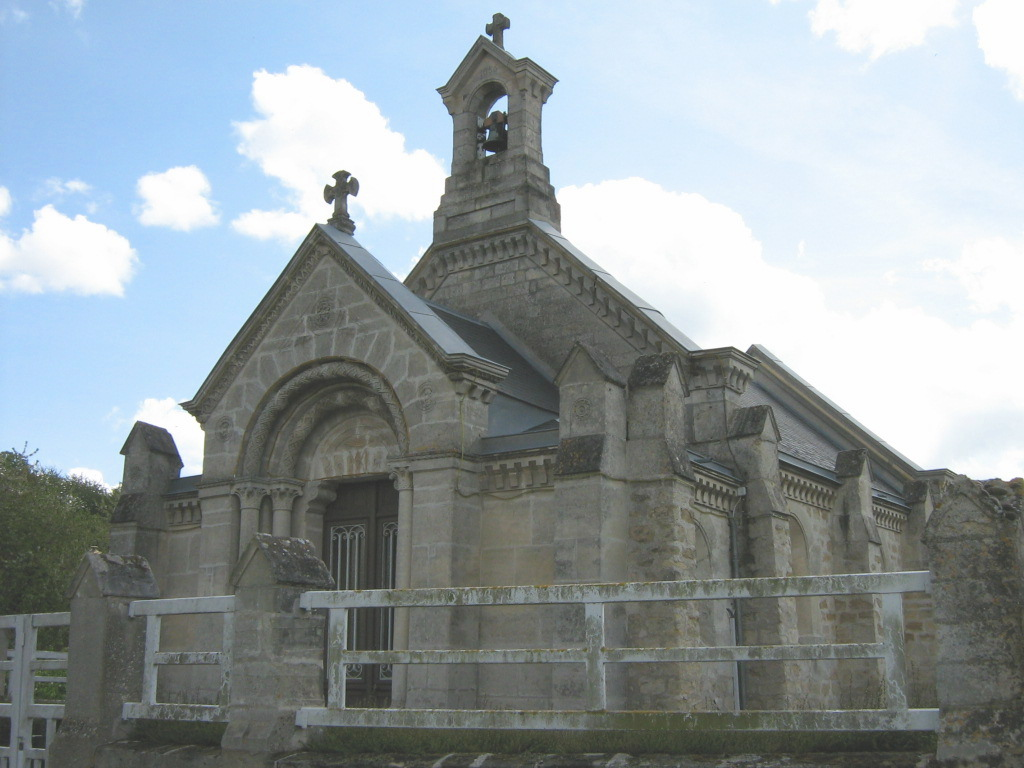
Kapelle Notre-Dame-des-Neiges